# معايير بيرز
معايير بيرز للمخاطر المرتقبة من استخدام الأدوية لكبار السن، أو ما يعرف عادة بقائمة بيرز، هي دليل للعاملين في القطاعات الصحية لمساعدتهم في تحسين سلامة الأدوية الموصوفة للمرضى المسنين، وتحث المعايير على عدم وصف الأدوية الغير ضرورية لصحة المرضى، مما يقلل معدل الخطر بالنسبة للفائدة وتعدد الأدوية والتداخل بين الأدوية الموصوفة والتفاعلات الدوائية الضارة.
 تستخدم معايير بيرز في عيادات الشيخوخة لمراقبة وتحسين جودة الخدمات الصحية. وتستخدم المعايير أيضا في الخدمات الإكلينيكية والتدريب والبحوثات وسياسات الرعاية الصحية كأداة لتقييم الأداء وتسجيل المخرجات. تحتوي معايير بيرز على قوائم من الأدوية ذات المخاطر المحتمل أن تغلب على فوائدها للمرضى الذين تزيد أعمارهم عن الخامسة والستين. عند أخذ هذه المعايير بالاعتبار، يمكن للممارسين الصحيين أن يقللوا من الأعراض الجانبية للأدوية والتي قد تكون خطيرة أو قاتلة. ومع زيادة عدد الأشخاص الذين يصلون لسن الشيخوخة، أصبح تقديم الخدمات الصحية بشكل آمن وفعال ذات أهمية متزايدة.  
 وضعت معايير بيرز لتكون دليلا عاما للممارسين الصحيين وليست بديلا عن رأي المختصين عند وصف الأدوية لكل مريض. برهنتا دراستي بدنيتز (التي توصف التنويم الطارئ للمرضى المسنين الأمريكيين بسبب التفاعلات الدوائية الضارة) ومعايير STOPP/START (أداة فحص الوصفات الغير مناسبة المحتملة للمسنين/ أداة الفحص لتنبيه الأطباء للعلاج الصحيح) على أن تستخدم بشكل تكميلي مع معايير بيرز لتوجيه الممارسين الصحيين في صرف الأدوية بشكل آمن للمسنين.  

## التاريخ
مارك بيرز، طبيب الشيخوخة، هو من وضع معايير بيرز عام 1991م عن طريق اتفاق بين مجموعة من الخبراء باستخدام اسلوب ديلفي. المعايير تم نشرها في ارشيف الطب الباطني في عام 1991م وتم تحديثها في عام 1997م وعام 2003م وأخيرا 2012م.

## التعامل مع المعايير
قامت جمعية مجتمع المسنين الأمريكي في عام 2011 بجمع إحدى عشر من الخبراء في مختلف التخصصات الصحية المعنية بالعناية بالمسنين من أطباء وممرضين وصيدلانيين لتطوير وتحديث معايير بيرز. 
 تختلف معايير بيرز المحدثة من قبل جمعية مجتمع المسنين الأمريكي في عام 2012 عن الإصدارات السابقة في عدة محاور. وبالإضافة إلى استخدامها اسلوب ديلفي المحدث، قامت مجموعة الخبراء باستخدام النهج المبني على البراهين وهو الذي تم استعماله من قبل الجمعية لتطوير الدليل الأولي للألم المستمر عام 1998م. نصحت المؤسسة الطبية في عام 2011 بتقريرها (دليل العمل الإكلينيكيال الذي يمكننا أن نثق به) كل مطوري الأدلة الإرشادية باكمال دراسة منهجية للبراهين المستخدمة. وبناء على توصية المؤسسة الطبية، قامت جمعية مجتمع المسنين الأمريكي باضافة فقرة تعليق عام حدثت بالتوازي مع المراجعة العامة. وباختلاف كبير عن الإصدارات السابقة لمعايير بيرز، قيمت كل توصية على جودة البراهين المساعدة لتوصيات لجنة الخبراء وقوة توصياتهم. ومن المهم أيضا أن نضع في الحسبان أن السريرية، مما يجعل البراهين المختصة في هذه الفئة من المرضى قليلة. 
 وفي حياد آخر عن الإصدارات السابقة لمعايير بيرز، تم تقسيم الأدوية الغير مناسبة للمسنين في النسخة المحدثة إلى ثلاثة أقسام عوضا عن قسمين. القسم الأول يتضمن الأدوية ذات التأثير الجانبي الكبير أو الأدوية ذات الفعالية المحدودة، القسم الثاني يتضمن الأدوية الغير مناسبة لأصحاب مرض معين والتي يمكن أن تزيد من حدته، والقسم الثالث يتضمن الأدوية التي يجب الحذر عند استخدامها، والتي قد تكون مضارها أكبر من منافعها بالعموم، لكن في حالات معينة لا يمكن الاستغناء عنها إذا استخدمت بحذر. أهمية القسم الثالث الذي تم اضافته هي في التركيز تفصيل العلاج حسب حاجات المريض.  
 معايير بيرز المحدثة من قبل جمعية مجتمع المسنين الأمريكي تم نشرها في فبراير عام 2012م عبر النسخة الإلكترونية من مجلة مجتمع المسنين الأمريكي، ويتم العمل على تحديثها دوريا، ويمكن إيجادها هنا http://www.americangeriatrics.org 

## أسلوب النشر
الأدوية في قائمة بيرز تم تصنيفها حسب مخاطرها المحتملة إلى أدوية يجب الحذر عند استخدامها يجب تجنبها، يجب تجنبها في مع أمراض معينة، يحظر استخدامها نسبيا للمسنين. من الأمثلة على الأدوية دايفينيلهايدرامين وهو مضاد للهيستامين، ويسبب التخدير والارتباك والسقوط. 

## للأستطلاع
- Marcum, Zachary A.; Hanlon, Joseph T. Commentary on the New American Geriatric Society Beers Criteria for Potentially Inappropriate Medication Use in Older Adults. American Journal of Geriatric Pharmacotherapy. 2012 (10): 151–159.
- Potentially Inappropriate Medications for the Elderly According to the Revised Beers Criteria